# Dangerous and Moving
Dangerous and Moving – drugi anglojęzyczny album rosyjskiego duetu t.A.T.u. Jego światowa premiera odbyła się 10 października 2005 roku. Wcześniej, 5 października, album był już dostępny w Japonii, a 11 października trafił na półki sklepowe w USA. Dangerous and Moving nie powtórzył ogromnego sukcesu 200 km/h in the Wrong Lane, ale dzięki płycie t.A.T.u. skutecznie przypomniało o swoim istnieniu na rynkach muzycznych. Pierwszym singlem promującym album był utwór All About Us, zaliczany do jednych z największych hitów grupy.

## Lista utworów
1. „Dangerous and Moving (intro)” – 0:51
2. „All About Us” – 3:01
3. „Cosmos (Outer Space)” – 4:12
4. „Loves Me Not” – 2:55
5. „Friend or Foe” – 3:08
6. „Gomenasai” – 3:42
7. „Craving (I Only Want What I Can’t Have)” – 3:50
8. „Sacrifice” – 3:10
9. „We Shout” – 3:02
10. „Perfect Enemy” – 4:12
11. „Obez’yanka Nol” – 4:25
12. „Dangerous and Moving” – 4:35

* w wersji dla Europy, Japonii i Ameryki Łacińskiej znalazły się dodatkowe utwory:
   13. „Vsia Moja Lubow'” (Europa, Japonia, Ameryka Łacińska)

   14. „Ludi inwalidy” (Japonia, Wielka Brytania)

   15. „Divine” (Japonia)

## Notowania
| Kraj/Region     | Pozycja | Status  | Sprzedaż  |
| --------------- | ------- | ------- | --------- |
| Argentyna       | 10      |         |           |
| Austria         | 13      |         |           |
| Brazylia        | 18      |         | 10.000    |
| Czechy          | 20      |         |           |
| Finlandia       | 20      |         |           |
| Francja         | 23      |         | 66.000    |
| Grecja          | 6       |         |           |
| Hiszpania       | 55      |         |           |
| Japonia         | 9       |         | 62.000    |
| Korea           |         |         | 5.500     |
| Meksyk          | 1       | Złoto   | 75.000    |
| Niemcy          | 12      |         | 50.000    |
| Polska          | 25      |         |           |
| Rosja           | 1       | Platyna | 300.000   |
| Szwecja         | 37      |         |           |
| Szwajcaria      | 26      |         |           |
| Tajwan          | 4       | Złoto   | 10.000    |
| Wielka Brytania | 79      |         |           |
| Włochy          | 15      |         |           |
| USA             | 131     |         | 100.000   |
| Świat           | 39      |         | 3.000.000 |